# Dota: Dragon’s Blood
Dota: Dragon’s Blood – amerykańsko-południowokoreański serial animowany high fantasy. Serial powstał na podstawie gry komputerowej Dota 2 z 2013 roku wyprodukowanej przez Valve Corporation. Premiera serii odbyła się 25 marca 2021 roku na Netfliksie.

## Produkcja i wydanie
Serial Dota: Dragon’s Blood został ogłoszony przez Netflika 17 lutego 2021 roku. 25 marca został opublikowany film promocyjny Basshunter Dota Revival, na którym szwedzki muzyk Basshunter śpiewa piosenkę „DotA” w trakcie gry w Dotę 2. Podczas The International 2021 zaprezentowany został film ujawniający, że bohater z serialu Marci zostanie dodany do Doty 2, co nastąpiło 28 października.

## Odbiór
| Rotten Tomatoes | 75% (z 12 recenzji) |

Dota: Dragon’s Blood w serwisie Rotten Tomatoes osiągnął wynik 75% na podstawie 12 recenzji. Paweł Winiarski z Antyweb, mimo ujawniającej się momentami naiwności i prostolinijności serialu, ocenił go jako dobre i ciekawe anime.